# 高玉常賴
高玉常頼（たかたま つねより，弘治元年（1555年）-天正17年（1589年））是戰國時代到安土桃山時代的武将。二本松氏、蘆名氏家臣。高玉氏6代当主。陸奥國安達郡高玉城主。二本松義國次子。

## 略歴
弘治元年（1555年）作為二本松義國的次子出生，後來繼承了高玉氏。高玉氏是二本松氏的庶流。
受到伊達政宗的攻擊而將二本松城開城，之後與主君二本松國王丸移至會津，常賴也從屬蘆名氏與伊達政宗繼續抗爭。天正17年（1589年），伊達政宗討伐蘆名氏，被其家臣片倉景綱攻擊，雖然奮戰但是高玉城還是陷落了，因而討死。高玉城陷落之後，伊達政宗下令屠城（此前的天正13年（1585年），伊達政宗便對大內定綱的小手森城進行了屠城）。

## 出典
- 『郡山の城館』（垣内和孝著 歴史春秋社、2015年)